# تجور
تجور یک منطقهٔ مسکونی در ایران است که در دهستان خوارتوران شهرستان شاهرود واقع شده‌است. تجور ۱۴ نفر جمعیت دارد.